# Hydriomena monoensis
Hydriomena monoensis är en fjärilsart som beskrevs av Mcdunnough 1952. Hydriomena monoensis ingår i släktet Hydriomena och familjen mätare. Inga underarter finns listade i Catalogue of Life.